# Ophiomyia parvula
Ophiomyia parvula är en tvåvingeart som beskrevs av Spencer 1977. Ophiomyia parvula ingår i släktet Ophiomyia och familjen minerarflugor. Inga underarter finns listade i Catalogue of Life.